# Sanda (art martial)
Pour les articles homonymes, voir Sanda.
 (décembre 2009).
- Si vous ne connaissez pas le sujet, laissez ce bandeau (vous pouvez alors contacter les auteurs).
- Si vous supprimez le contenu mis en cause (vous pouvez préalablement contacter les auteurs),

argumentez précisément cette suppression dans la page de discussion
(un manque de référence n'est pas un argument ; une recherche réelle de référence doit avoir été effectuée, être formellement documentée).
Le sanshou (散手; sǎnshǒu; lit. « main libre ») ou sanda (散打; sǎndǎ; « combat libre ») est un sport de combat chinois, c'est une boxe pieds poings qui inclut des projections de type lutte et des sorties de zone. Créé au XXe siècle, le sanshou n'est généralement pas considéré comme un style martial en lui-même, mais plutôt comme l'une des deux composantes de l'entraînement des arts martiaux chinois, en complément de la pratique des formes (taolu). Il peut être perçu comme l'application des techniques martiales ou du combat libre.
Le sanda se divise en deux sous-disciplines qui sont:
• Le Sanda Light aussi appelé Qingda, se joue toucher, les coups ne sont pas portés avec une grande puissance et les K.O. sont strictement interdits.
• Le Sanda, se joue plein contact et les K.O. sont autorisés.

## Historique et évolution
En 1924, le Guomindang (parti nationaliste chinois) a créé l'Académie militaire de Huangpu dans la province de Guangdong afin d'entraîner des élites et il fonda en parallèle les forces militaires modernes. Par ailleurs, ayant conclu une alliance stratégique avec l'Union soviétique en 1923, l'académie militaire utilisa les méthodes disciplinaires, d'endoctrinement politique et d'entraînement militaire de l'Union soviétique pour former ses officiers. Sun Yat-sen, leader du Guomindang disait « Comme nous désirions apprendre leurs méthodes, j’ai demandé à M. [Mikhaïl] Borodine d'être le directeur d'entraînement de notre parti. » Ainsi, une arrivée massive de cadres russes s'opéra en 1924. Ces derniers assistèrent aux entraînements militaires et à leurs supervisions. C'est dans ces entraînements militaires que le sanshou trouve son origine.
Pendant la guerre russo-japonaise (1904 - 1905), les forces militaires russes ont subi de lourdes pertes lors des combats rapprochés contre les troupes nippones. Ces pertes ont amené les forces russes à se concentrer sur des méthodes d'entraînement au combat rapproché plus spécifiques (close quarters combat ou CQC). Les mouvements techniques furent plus tard codifiés. Ce projet fut officiel lors de l'accession aux pouvoirs des bolchéviques en 1917. Ce projet donna lieu à ce qui est communément appelé le sambo.
Ainsi, le sambo préparait les militaires soviétiques et les forces nationales de sécurité pour le combat rapproché. Ce style utilise la défense contre les armes blanches et certaines armes à feu. En revanche, ses créateurs ont présenté également une forme beaucoup plus sportive où la pratique d'acquisition des bases est beaucoup plus sécuritaire.
Pourquoi l'adaptation sportive est-elle considérée comme essentielle à l'entraînement ?
La faculté à utiliser des techniques de combat dans une situation réelle dépend de nombreux facteurs. Premièrement, la clé du succès réside dans un choix offensif ou défensif, d’où l’importance d’offrir un bon programme d’entraînement sous la tutelle d’un coach et de ses compétences. La qualité essentielle d’un combattant n’est pas seulement d’utiliser à bon escient ses connaissances techniques mais surtout son aptitude à gérer l’espace et son sens du combat, sans oublier les ouvertures. Il faut réagir au bon moment et adapter sa stratégie personnelle. Ceci est d'autant plus valable face à un adversaire utilisant une stratégie fondamentalement différente de la vôtre.
S’engager dans une lutte requiert des conditions mentales et physiques importantes. De surcroît, les facultés telles que : la force, l’endurance, la souplesse et la détermination mèneront un combattant à se perfectionner davantage.
Un boxeur bien entraîné n’appréhende plus de futures attaques, un lutteur ou un judoka ayant connu de lourdes chutes s’accoutument rapidement à la projection. La combinaison de ces styles de combat prépare ainsi un pratiquant à des échanges tactiques d’attaque-défense innombrables. Les performances d'un combattant se trouvent démultipliées lors de situations stressantes telles que des compétitions. Un pratiquant bénéficie d’une expérience incontestable de ce qu’est l’esprit sportif tant dans le combat que la self-défense.
Devenir un guerrier pacifique est la maîtrise totale de l’ensemble des critères combatifs et mentaux. En d’autres termes, il faut savoir combattre ses démons intérieurs.

## Comment lesanshouest devenusanda
C'est sous la tutelle des cadres soviétiques que les Chinois finirent par créer des méthodes d’entraînement similaires au combat rapproché (close combat). Il semblerait que ce soit à cause de leur manque de technologies modernes que les Chinois ont mis en œuvre un programme de formation beaucoup plus important que celui des Soviétiques. Grâce aux bases des arts martiaux chinois existants, les instructeurs militaires de l'académie militaire de Huangpu créèrent ainsi le sanshou.
De cet enseignement en vue de combats rapprochés, les Chinois codifièrent ce style sous la forme de quatre groupes basiques martiaux :
- da (frapper) : poing, paume, coude, doigts, tête ;
- tui (jambes) : coup de pied, balayage, genou ;
- shuai (projeter) : lutte, projection, chute ;
- na (saisir) : saisies, clés, soumission.

C’est dans une version beaucoup plus sportive, tant sécuritaire que compétitive que le sanshou est pratiqué. Il se conforme donc à un format de kick boxing introduisant le début de certaines règles et de protections. Si vous êtes assailli de coups, la plupart des styles martiaux peuvent faire face à ces situations aisément surtout lorsque vous êtes en position debout. En effet, être à terre pour un temps indéterminé vous rend vulnérable dans une situation de combat et les risques sont exponentiellement multipliés, sauf pour le jiu jitsu brésilien [JJB] qui est spécialisé dans le combat au sol. C’est pour ces raisons que le sanshou se focalise essentiellement sur le combat debout ou sur pied.

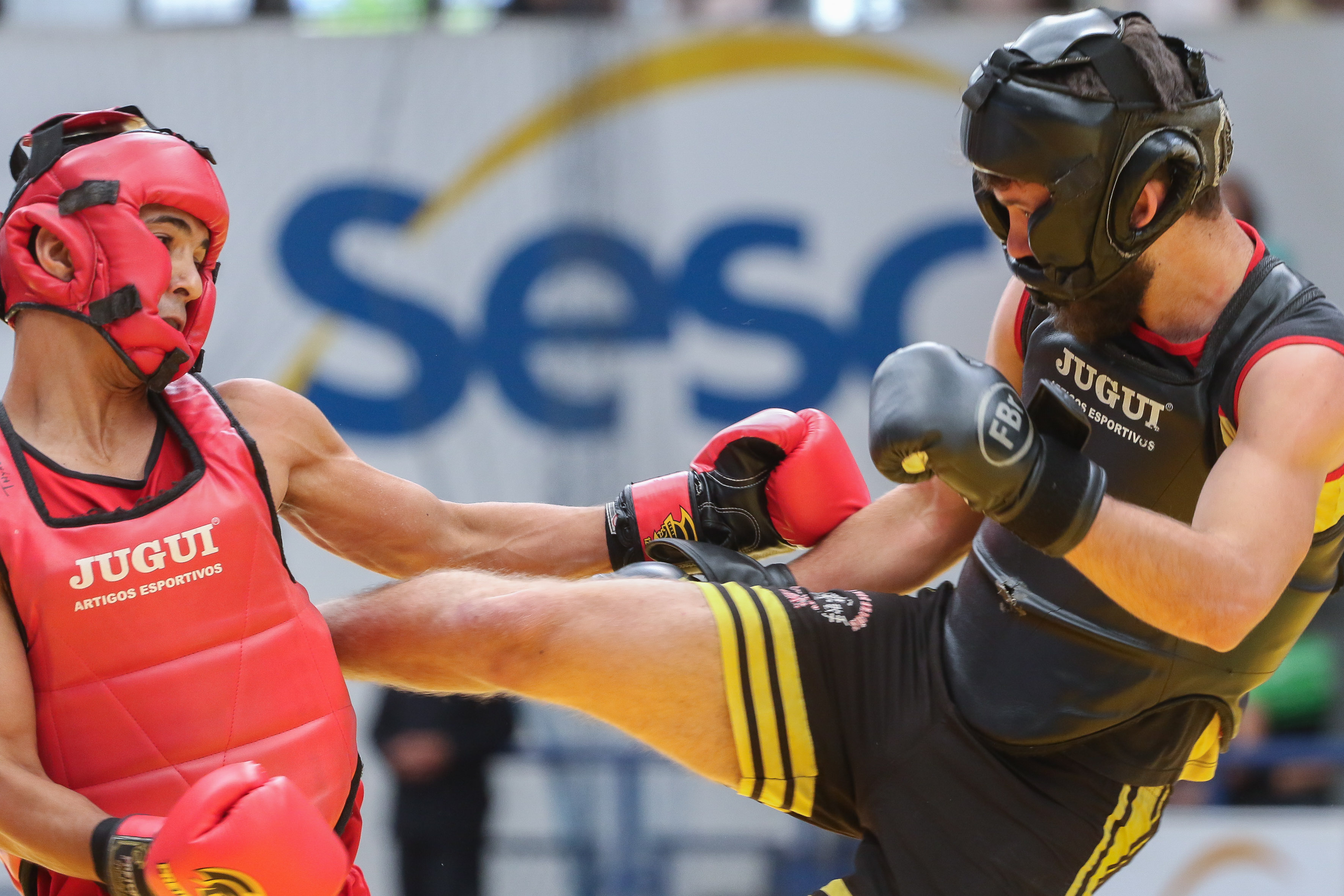
Deux combatants de sanda s'affrontent lors d'une compétition

Désormais, le sanshou se traduit par les pieds-poings-projections sans soumission (na) ni combat au sol. À l'origine l'utilisation des coudes et des genoux était autorisée lors des rencontres intermilitaires mais elle fut interdite pour la version sportive officielle internationale lors des premiers championnats du monde en 1991.
En 1997, la coopération Chine-États-Unis mit en place des rencontres professionnelles se basant sur des principes de kick boxing comme le muay thaï. Ces matchs donnèrent lieu à des combats de boxe sans l'utilisation des protections inhérentes outre les plastrons, les casques et les protège-tibia. Les Chinois nommèrent le sanshou professionnel le sanda, un terme qui signifie « combat libre et complet » ou « full contact fighting ». L'essor du sanda n'a pris toute son ampleur que depuis 2003. Aujourd’hui, des rencontres au sommet entre professionnels ont lieu comme le Sanda King organisé par les Chinois. De plus, des rencontres interstyles se sont déjà déroulées avec succès et les médias en ont fait des événements exceptionnels; il y a également le K-1 promu par le Japan Shootboxing Association (JSA) ou bien des rencontres Chine-Thaïlande dont trois matchs ont déjà été organisés faisant intervenir des professionnels du sanda et du muay thaï.

## Règlement et déroulement d'un combat
Même si le règlement évolue avec le temps, les catégories, les pays et les fédérations, voici tout de même le déroulement d'un combat de sanda officiel en France en 2023.
Les deux compétiteurs sont équipés de gants de boxes fermés, d'un protège dent, d'un casque ouvert et d'un plastron. L'un est vêtu de rouge tandis que l'autre de bleu.
Le combat se déroule sur un "lei tai" qui est une plateforme de combat surélevée de 60cm maximum et de 8m de côté.
Les rounds durent 2 minutes de combat effectif (les interruptions ne sont pas comptées).
Sont utilisés les coups de pied, les coups de poing, les balayages, les saisies et les projections.
Sont interdits les coups à la nuque et l’arrière de la tête, le cou, le rachis, le triangle génital, le devant du genou.
Pour remporter la victoire, un combattant doit remporter deux rounds ou mettre KO son adversaire.
Pour remporter un round, il faut avoir marqué plus de points que son adversaire ou bien l'éjecter de la plateforme deux fois sans tomber avec lui.
Les points se gagnent de cette manière : 
2 points pour:
Exécuter un coup de pied avec puissance au tronc ou à la tête.
Forcer son adversaire à sortir de la surface de combat ou quand son adversaire sort seul de la surface de combat, et seulement si le contact entre les deux combattants est rompu.
Rester debout tandis que l'adversaire est tombé au sol ou lorsque l'adversaire a posé un appui supplémentaire au sol (autre que ses pieds).
Faire chuter son adversaire en tombant lui-même délibérément à condition de se relever dans le même mouvement.
Forcer un comptage valide.
L’adversaire reçoit un avertissement.
1 point pour:
Exécuter un coup de pied avec puissance au tronc ou à la tête.
Exécuter un coup de poing avec puissance dans la cuisse.
Faire chuter son adversaire en tombant soi-même.
L'adversaire n’attaque pas dans les cinq secondes à la suite de la consigne de l’arbitre.
L’adversaire reçoit une admonition.

## Catégories
Chaque branche du sanda se divise en plusieurs catégories.
Tout d'abord par le sexe; puis par l'âge : Poussins (6 à 7 ans), Pupilles (8 à 9 ans), Benjamins (10 à 11 ans), Minimes  (12 à 13 ans), Cadets (14 à 15 ans), Juniors (16 à 17 ans), Séniors (18 à 39 ans) et Vétérans (40 ans et plus). Ces catégories se divisent ensuite en sous-catégories par rapport au poids, variant suivant la catégorie d'âge, allant de 20kg et moins pour les Poussins à 90kg et plus pour les Séniors, les Vétérans étant les plus lourds.